# Cyathea sternbergii
Cyathea sternbergii är en ormbunkeart som beskrevs av Pohl. Cyathea sternbergii ingår i släktet Cyathea och familjen Cyatheaceae. Inga underarter finns listade.